# Eugen Levine
Eugen Levine (San Pietroburgo, 10 maggio 1883 – Monaco di Baviera, 5 luglio 1919) è stato un politico tedesco, di origine russa. Fu un politico comunista, rivoluzionario e leader della breve Repubblica Sovietica Bavarese.

## Biografia
Levine nacque a San Pietroburgo, nell'allora Russia zarista, da una famiglia ebraica, con la quale emigrò da ragazzino in Germania, dove crebbe e si formò scolasticamente tra le città di Wiesbaden e Mannheim. Nel 1905, fece ritorno in Russia per poter prendere attivamente parte alla fallita rivoluzione, capeggiata dal narodnik Viktor Michajlovič Černov e dai marxisti Lenin e Lev Trockij, per detronizzare lo zar Nicola II ed istituire una repubblica socialista sovietica. Per le sue azioni, fu esiliato in Siberia, ma riuscì ad evadere ed a rifugiarsi nuovamente in Germania, dove iniziò gli studi presso l'Università di Heidelberg e dove, nel 1915, si sposò con Rosa Broido, figlia di un rabbino della città polacca di Grodek, da cui ebbe almeno un figlio. Per un breve periodo, durante la prima guerra mondiale, prestò servizio nelle file dell'esercito imperiale prussiano.
Alla fine della guerra, si iscrisse al Partito Comunista di Germania, col quale contribuì alla creazione di una repubblica socialista in Baviera, la quale fu rimpiazzata dopo pochi mesi da una repubblica sovietica sul modello bolscevico, in seguito all'assassinio di Kurt Eisner, leader del Partito Socialdemocratico Indipendente di Germania (USPD). Il governo della nuova repubblica in effetti durò pochissimo, a causa dell'inesperienza della leadership, e collassò sei giorni dopo la sua formazione. Levine salì al potere quando i comunisti assunsero il controllo del governo.
Levine cercò di varare diverse riforme, come distribuire gli appartamenti più lussuosi ai senza tetto, conferire ai lavoratori la proprietà e gestione delle loro stesse fabbriche, la riforma del sistema educativo e l'abolizione della carta moneta. Non riuscì però a portare a compimento che gli ultimi due provvedimenti. Agli ordini di Levine, le Guardie Rosse iniziarono ad arrestare persone considerate ostili al nuovo regime, al fine di usarle come ostaggi in vista di un imminente attacco esterno. Quando il presidente tedesco Friedrich Ebert ordinò di invadere la Repubblica Sovietica e di reinsediare il governo bavarese di Johannes Hoffmann, le Guardie Rosse uccisero otto ostaggi il 29 aprile.
L'esercito tedesco, appoggiato dai Freikorps, con circa 39000 effettivi, invase e conquistò rapidamente Monaco di Baviera il 3 maggio 1919. Per ritorsione all'esecuzione degli ostaggi, i Freikorps catturarono e uccisero approssimativamente 700 uomini e donne. Lo stesso Levine venne arrestato e, dopo essere stato giudicato colpevole dell'esecuzione degli otto ostaggi, fu giustiziato da un plotone di esecuzione alla prigione di Stadelheim.